# María de Lara

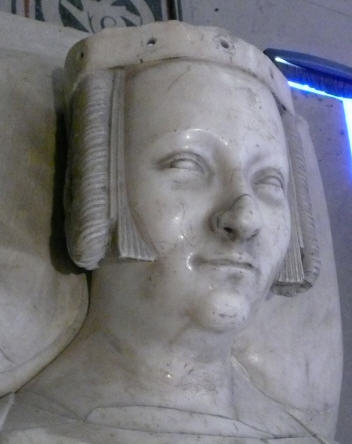

María de La Cerda o María de Lara (c. 1319-marzo de 1375),, fue una dama de la realeza castellana, era la hija menor de Fernando de la Cerda,, nieto de Alfonso X de Castilla, y de Juana Núñez de Lara, señora de Lunel.

## Orígenes familiares
Hija de Fernando de la Cerda y de Juana Núñez de Lara "la Palomilla", sus abuelos paternos fueron el infante Fernando de la Cerda, hijo de Alfonso X, y de Blanca, hija de Luis IX de Francia, y los maternos Juan Núñez I de Lara y Teresa Díaz de Haro.

## Matrimonio y descendencia
Contrajo matrimonio el 1 de abril de 1335 con Carlos de Evreux, conde de Etampes, enviudando al año siguiente. Fruto de esta primera unión matrimonial nacieron dos hijos gemelos: 
- Luis de Evreux, conde de Etampes (1336-París, 6 de mayo de 1400), casado segunda vez en 1357 con Juana de Brienne (fallecido en Sens, 6 de julio de 1389), señora de Château-Chinon, viuda de Gauthier VI, conde de Brienne, conde de Lecce y duque de Atenas (m. Batalla de Poitiers, 19 de septiembre de 1356), sin descendencia
- Juan de Evreux (1336-Roma, c. 1373), soltero y sin descendencia

Se casó por segunda vez en diciembre de 1336, con el conde Carlos II de Alençon, nieto de Felipe III de Francia, hijo del conde Carlos de Valois y hermano menor de Felipe VI de Francia. Fruto de esta segunda unión matrimonial nacieron cinco hijos: 
- Carlos (1337–1375), sucesor de su padre, con el nombre de Carlos III, y, luego, arzobispo de Lyon;
- Felipe (1338–1397), obispo de Beauvais, cardenal y arzobispo de Ruan;
- Pedro (1340–1404), sucesor de su hermano mayor con el nombre de Pedro II;
- Isabel (1342-1379), monja en Poissy;
- Roberto (1344–1377), conde de Perche casado con Juana de Rohan.